# Aquiles Serdán (kommun)
Aquiles Serdán är en kommun i Mexiko.   Den ligger i delstaten Chihuahua, i den nordvästra delen av landet, 1 200 km nordväst om huvudstaden Mexico City. Antalet invånare är 10 688. Arean är 496 kvadratkilometer.
Terrängen i Aquiles Serdán är huvudsakligen kuperad.
Följande samhällen finns i Aquiles Serdán:
- Ninguno CERESO